# アフリカの動物
『アフリカの動物』は、1959年4月19日から1959年9月13日までNHK総合テレビで放送された日本の動物番組（全18回）。
放送時間は日曜10:30 - 11:00（JST）。

## 概要
以下はNHKアーカイブスのページの引用である。
有名なハンターで写真家のジョージ・マイケルが、家族とともにアフリカ各地を旅し、動物の生態や自然だけでなく現地の人々の風俗なども収めたドキュメンタリー番組。

## 放送リスト
| 回 | タイトル                     | 放送日        |
| -- | ---------------------------- | ------------- |
| 1  | カメラの冒険                 | 1959年4月19日 |
| 2  | 動物いけどり記               | 1959年4月26日 |
| 3  | しんまいのハンター           | 1959年5月10日 |
| 4  | ゴロンゴーザ禁猟区           | 1959年5月17日 |
| 5  | モザンビーク地方への旅       | 1959年5月24日 |
| 6  | ジャズのみなもとをたずねて   | 1959年5月31日 |
| 7  | 探検旅行の思い出             | 1959年6月7日  |
| 8  | 従者ペンガのふるさとを訪ねて | 1959年6月14日 |
| 9  | アフリカ空の旅               | 1959年6月21日 |
| 10 | ザンページ川紀行             | 1959年6月28日 |
| 11 | 迷信                         | 1959年7月5日  |
| 12 | 開拓時代をしのんで           | 1959年7月12日 |
| 13 | 狂った巨象                   | 1959年7月19日 |
| 14 | 錦ヘビの伝説                 | 1959年7月26日 |
| 15 | クルーガー自然動物園         | 1959年8月2日  |
| 16 | 呪われた部落                 | 1959年8月9日  |
| 17 | ズールーランドを訪ねて       | 1959年9月6日  |
| 18 | 動物の世界                   | 1959年9月13日 |

- 5月3日・8月23日・8月30日は、11:00に特別番組が編成されたのに伴い、11:00の『政治座談会』が30分繰り上がったため休止。
- 8月16日は「第41回全国高等学校野球選手権大会」中継のため休止。